# Енн Фаусто-Стерлінг
Енн Фаусто-Стерлінг ( уродж. Стерлінг ; народилася 30 липня 1944 року) — американська сексологиня, авторка багатьох творів про соціальне конструювання статі, сексуальну  (гендерну) ідентичність, гендерні ролі та інтерсексуальність. Почесна професорка біології та гендерних досліджень Браунського університету імені Ненсі Дьюка Льюїса .

## Життєпис
Е. Фаусто-Стерлінг народилася у родині письменників. Її мати, Дороті Стерлінг, була відомою письменницею та істориком.  В 1965 році Е. Фаусто-Стерлінг отримала ступінь бакалавра мистецтв із зоології в Університеті Вісконсіна. В 1970 році захистила дисертацію та отримала ступінь доктора філософії в генетиці розвитку в Університеті Брауна. Після отримання наукового ступеню їй запропонували роботу на посаді професора біології та гендерних досліджень у Університеті Брауна.
У статті 1993 року під назвою "The Five Sexes", Е. Фаусто-Стерлінг описала уявний експеримент, у якому розглянула альтернативну модель гендеру, що містить п'ять статей: чоловічу, жіночу, мерм, ферм і герм . Пізніше вона сказала, що стаття «передбачалася як провокаційна, але я також писала, залишаючись серйозною" .
Е. Фаусто-Стерлінг написала дві книги для широкого загалу читачів. Перша з цих них, "Міфи про гендер", була вперше опублікована в 1985 році  Її друга книга, «Секс тіла: гендерна політика та конструювання сексуальності», була опублікована в 2000 році  . У книзі вона намагалася «переконати читачів у необхідності теорій, які допускають багато людських варіацій і які об’єднують аналітичні можливості біологічного та соціального в систематичний аналіз людського розвитку» .
У 2004 році вона одружилася з Паулою Фогель, американською драматургинею, професоркою Єльського університету, лауреаткою Пулітцерівської премії. 
Е. Фаусто-Стерлінг також була членом редакційної колегії журналу Perspectives in Biology and Medicine і  консультативної ради феміністського академічного журналу Signs . У 2014 році звільнилася з Браунського університету після 44 років праці там.

## Прийняття
Ще у 1985 році Елейн Кендалл, у рецензії після виходу книги "Myths of Gender "у Los Angeles Times, написала, що «її найдраматичніші та найцінніші розділи зосереджені на затяжних освітніх помилках, які діють, щоб утримати жінок від «важких» наук і від таких прибуткових галузей, як інженерія, замість цього відводячи їх убік на низькооплачувану кар’єру в гуманітарних науках або професії «доглядальниці». У видавництві Publishers Weekly описали книгу "Sexing the Body " Е. Фаусто-Стерлінг як «проникливу», заявивши, що вона «кидає серйозні виклики науковим дослідженням, створенню соціальної політики та майбутньому феміністської та гендерної теорії».
У 2016 році історик науки Евелін М. Хаммондс назвала Енн Фаусто-Стерлінг однією з найвпливовіших вчених -феміністок свого покоління.
Аргумент сексуального континууму Енн Фаусто-Стерлінг не набув такого ж значення в біологічних науках, як у гендерних дослідженнях. Французька антропологиня Пріссіль Турей назвала дослідження Енн Фаусто-Стерлінг виключним випадком, результати якого не змогли створити консенсусу чи суперечок серед біологів.
Психолог Сюзанна Кесслер у своїй книзі «Уроки інтерсексуалів» (1998) розкритикувала аналіз  Е. Фаусто-Стерлінг в статті «П’ять статей», оскільки він «все ще надає геніталіям... статус первинного значення та ігнорує той факт, що в повсякденному світі гендерні атрибути визначаються без доступу до огляду статевих органів». Далі С. Кесслер відзначила, що «першість у повсякденному житті має та стать, яка виконується, незалежно від конфігурації тіла під одягом». Через два роки у більш пізній статті під назвою «П’ять статей, перегляд» (2000) Е. Фаусто-Стерлінг погодилася із запереченнями С. Кесслер проти її теорії п’яти статей.
У 2002 році лікар і психолог Леонард Сакс розкритикував теорію сексуального континууму Е. Фаусто-Стерлінг. На його думку, її твердження про те, що близько 1,7% новонароджених є інтерсексуальними, є хибним, оскільки більшість станів, які вона вважала інтерсексуальними, не є інтерсексуальними з клінічної точки зору. Філософ науки Девід Н. Стамос у 2011 році стверджував, що теорія Е. Фаусто-Стерлінг про статевий континуум є проблематичною, оскільки стать, на його думку, визначається типом гамет  .

## Публікації

### Книги
- Myths of Gender: Biological Theories About Women and Men (вид. 2nd). New York: Basic Books. 1992. ISBN 0-465-04792-0.
- Sexing the Body: Gender Politics and the Construction of Sexuality. New York: Basic Books. 2000. ISBN 0-465-07714-5.
- Sex/Gender: Biology in a Social World. New York: Routledge. 2012. ISBN 978-0-415-88145-6.

### Розділи книги
- Fausto-Sterling, Anne (2014). Nature. У Stimpson, Catherine R.; Herdt, Gilbert (ред.). Critical Terms for the Study of Gender (англ.). University of Chicago Press. с. 294—315. doi:10.13140/2.1.3621.3129. ISBN 978-0-2260-1021-2.

## Подальше читання
- Bronski, Michael (14 березня 2000). In the realm of the sexes: biologist Anne Fausto-Sterling believes there are actually five distinct genders. The Advocate. ISSN 0001-8996.
- Dreifus, Claudia (2 січня 2001). A Conversation With -- Anne Fausto-sterling; Exploring What Makes Us Male or Female. The New York Times. с. F3. ISSN 0362-4331.
- Fausto-Sterling, Anne (2004). Sexing the Body: How Biologists Construct Human Sexuality. International Journal of Transgenderism. ISSN 1434-4599. Архів оригіналу за 5 січня 2012.
- Kevles, Daniel J. (29 грудня 1985). White Coats and Black Hats. The New York Times. Section 7, p. 12. ISSN 0362-4331. (Review of Myths of Gender.)
- Touraille, Priscille (2016). Justin W. Gibson (translator). On the critiques of the concept of sex: an interview with Anne Fausto-Sterling. differences: A Journal of Feminist Cultural Studies. 27 (1): 189—205. doi:10.1215/10407391-3522805. ISSN 1040-7391.
- Weaver, Courtney (26 березня 2000). Birds Do It. The Washington Post. с. X06. ISSN 0190-8286. (Review of Sexing the Body.)

## Зовнішні посилання
- Офіційний сайт
- Brown University research profile
- Brown University faculty profile
- Anne Fausto-Sterling Papers - Pembroke Center Archives, Brown University
- Anne Fausto-Sterling on the Muck Rack journalist listing site